# 平沼駅 (京浜電気鉄道)
平沼駅（ひらぬまえき）は、かつて存在した東京急行電鉄湘南線の鉄道駅である。神奈川県横浜市西区平沼に位置し、現在の京急本線上にあった。

## 駅構造
相対式ホーム2面2線、ホーム有効長18 m級4両分を有する高架駅であった。

## 歴史
1930年（昭和5年）に黄金町駅と浦賀駅の間で開通した湘南電気鉄道線（現・京急本線）は、京浜電気鉄道と直通運転を行う予定であったが、京浜電鉄は当時都電と同じ馬車軌間を採用していたため、横浜駅以北を標準軌に改軌する必要があり、横浜駅と黄金町駅の間の開通が遅れた。
1931年（昭和6年）12月26日、横浜駅以北の改軌が完了するのと同時に横浜駅と黄金町駅の間が開通し、この区間に設けられた戸部駅、日ノ出町駅と共に当駅も開業した。

京浜電鉄の大東急への合併により、横浜駅以南は東京急行電鉄（現・東急株式会社）湘南線と改められ、当駅も同線の駅となるが、大東亜戦争（太平洋戦争・第二次世界大戦）中の陸上交通事業調整法および陸運統制令により神中鉄道（相模鉄道を経て現・相鉄ホールディングス）が大東急傘下に入ったことから事情が急変。神中線（東急厚木線を経て現・相鉄本線）の平沼橋駅に近接し代替できるという東急の判断により、1943年（昭和18年）6月30日限りで営業を休止。翌1944年（昭和19年）11月20日付で廃止された。

大東亜戦争末期の1945年（昭和20年）5月29日、横浜市は米陸軍航空軍（現・アメリカ空軍）のB-29を主力とする600機以上の大編隊による空爆（横浜大空襲）を受ける。当駅周辺は米軍の攻撃目標の一つとされ、大量の焼夷弾により焼き尽くされた。廃止後も残存していた当駅施設は壊滅的な被害を受けた。
戦後、当駅の構造物、特に線路上を跨ぐ形となっていた鉄骨の屋根の跡は架線柱の代用状態となっていたことに加え、戦禍を後世に伝えるべきという京浜急行電鉄の判断もありそのままの姿で残された。しかし鉄骨は戦後50年を経て老朽化で崩れる危険が出てきたことから1999年（平成11年）に撤去された。プラットホームの遺構はその後も戦争遺産として保存されることになり、腐食・崩壊を防ぐため、プラスティックでコーティング処理されて現存。この地に駅が存在していたことを彷彿とさせる。ホームには保線機材が置かれている。

### 年表
- 1931年（昭和6年）12月26日：京浜電気鉄道平沼駅開業。
- 1942年（昭和17年）5月1日：会社併合により東京急行電鉄（大東急）の駅となる。
- 1943年（昭和18年）6月30日：営業休止。
- 1944年（昭和19年）11月20日：廃止。
- 1945年（昭和20年）5月29日：横浜大空襲により被災。
- 1999年（平成11年）：屋根部分を撤去。
- 2013年（平成25年）2月25日 - 7月31日：改修工事（高欄新設､コンクリート面補修、階段設置）｡

## 慰霊祭
毎年5月29日には、京浜急行電鉄の本社並びに労働組合の代表者による慰霊祭が当駅跡で行われている。

## 隣の駅
東京急行電鉄
湘南線
横浜駅 - 平沼駅 - 戸部駅